# William Ruschenberger
William Samuel Waithman Ruschenberger (Contea di Cumberland (New Jersey), 4 settembre 1807 – Filadelfia, 24 marzo 1895) è stato un medico, naturalista e ammiraglio statunitense, chirurgo e medico di bordo in forza alla United States Navy, la marina militare degli Stati Uniti d'America.
A lui è dedicata la tassonomia di un serpente della famiglia Boidae, il Corallus ruschenbergerii.

## Biografia
Dopo aver frequentato le scuole di Filadelfia e New York, Ruschenberger decise di arruolarsi nella United States Navy, la marina militare degli Stati Uniti d'America, con il grado di ufficiale medico chirurgo, il 10 agosto 1826. Si laureò presso il dipartimento di medicina dell'Università della Pennsylvania nel 1830, ottenendo l'incarico di chirurgo navale (naval surgeon) il 4 aprile 1831. Nel 1836 fu inviato a bordo della USS Peacock (1828) e accompagnò la seconda missione del diplomatico Edmund Roberts nel sultanato di Mascate e Oman e in Siam. Successivamente fu chirurgo di flotta dello East India Squadron tra il 1835 e il 1837.
Dal 1840 al 1842 Ruschenberger fu aggregato alla naval facility di Filadelfia e poi all'ospedale del Brooklyn Navy Yard tra il 1843-1847. Fu di nuovo chirurgo di flotta dello East India Squadron, 1847-1850, del Pacific Squadron, 1854-1857 e del Mediterranean Squadron dall'agosto 1860 al luglio 1861. Durante gli intervalli tra le navigazioni fu in servizio a Filadelfia. Durante la guerra di secessione fu chirurgo del Boston Navy Yard. Era in servizio speciale a Filadelfia dal 1865 al 1870, poi funzionario senior del corpo medico dal 1866 fino al congedo militare, il 4 settembre 1869. Fu presidente dell'Academy of Natural Sciences di Filadelfia dal 1870 al 1882 e presidente del College of Physicians of Philadelphia 1879–1883. Fu incaricato direttore medico nella lista dei pensionati il 3 marzo 1871. Ruschenberger pubblicò alcuni dei risultati delle sue indagini durante le missioni nella US Navy, grazie alle quali aveva acquisito una vasta reputazione.
Ha anche lavorato come membro del Board of Appointments il cui scopo era quello di formare regole e piani per la United States Naval Academy. Ruschenberger salì al grado di commodoro prima di ritirarsi. Ha scritto diverse opere basate sul suo servizio nell'Oceano Pacifico e lungo la costa dell'America meridionale. Ha contribuito al lavoro di Samuel George Morton sulla "scienza" della razza. Dedicò A Voyage Around the World a Morton e in cambio Morton dedicò la sua Crania Americana a Ruschenberger.

## Opere
- Three Years in the Pacific (Philadelphia, 1834; 2 vols., London, 1835)
- A Voyage around the World including an Embassy to Muscat and Siam in 1835, 1836 and 1837 (Philadelphia, 1838)
- Elements of Herpetology, and of Ichthyology (with Henri Milne-Edwards and Achille Comté; 1844)
- Elements of Natural History (2 vols., Philadelphia, 1850)
- A Lexicon of Terms used in Natural History (1850)
- A brief history of an existing controversy on the subject of assimilated rank in the Navy of the United States (1850)
- A Notice of the Origin, Progress, and Present Condition of the Academy of Natural Sciences of Philadelphia (1852)
- Notes and Commentaries during Voyages to Brazil and China, 1848 (Richmond, 1854)
- (EN) William Samuel Waithman Ruschenberger, Invertebrate animals. Botany: the natural history of plants. Geology: the natural history of the earth's structure. Glossary, Claxton, Remsen & Haffelfinger, 1871, ISBN non esistente.

Ha anche pubblicato numerosi articoli sul rango e l'organizzazione navale (1845-1850) e ha contribuito con articoli a riviste mediche e scientifiche. Ha curato l'edizione americana di Mrs. Somerville's Physical Geography, con aggiunte e un glossario (1850; nuova ed., 1853).
Per quanto riguarda l'apertura delle relazioni bilaterali tra Thailandia e Stati Uniti d'America, i rendiconti di Ruschenberger e Roberts furono raccolti, modificati e ripubblicati con il titolo di Two Yankee Diplomats In 1830's Siam.